# Patrick Ouchène
Patrick Ouchène (Bruxelles, 5 dicembre 1966) è un cantante belga.
Ha partecipato all'Eurovision Song Contest 2009 come rappresentante del Belgio presentando il brano Copycat.